# 1. honvedski pehotni polk (Avstro-Ogrska)
Za druge 1. polke glejte 1. polk.
1. honvedski pehotni polk (izvirno nemško k.u. Landwehr Infanterie Regiment Nr. 1; dobesedno slovensko: Cesarsko-madžarski honvedski pehotni polk št. 1) je bil pehotni polk avstro-ogrskega Honveda.

## Zgodovina
Polk je bil ustanovljen leta 1886.

### Prva svetovna vojna
Polkovna narodnostna sestava leta 1914 je bila sledeča: 91% Madžarov in 9% drugih.
Polkovni štab in vsi trije bataljoni so bili nastanjeni v Budimpešti.
Med prvo svetovno vojno se je polk bojeval tudi na soški fronti; v prvih petih urah tretje soške bitke je polk izgubil polovico moštva.

## Poveljniki polka
- 1914: Ludwig Bartha[5]